# Schiefenthal
Schiefenthal ist ein Ortsteil von Overath im Rheinisch-Bergischen Kreis in Nordrhein-Westfalen, Deutschland.

## Lage und Beschreibung
Schiefenthal ist ein abgelegener Weiler oberhalb des Aggertals, zwischen der Kreuzung der Mucher Straße (Landesstraße 312), der Eulenstraße (Kreisstraße 34), und der Straße Halzemich. Er ist über einen schmalen, abschüssigen Weg zu erreichen. Die nächsten Ortslagen sind Warth, Wasser und Kirschbaum. Die ausgedehnten Feuchtgebiete der Gegend mit ihren besonderen Pflanzen- und Tierwelten gehören naturräumlich zum Marialinder Riedelland.

## Geschichte
Die Topographia Ducatus Montani des Erich Philipp Ploennies, Blatt Amt Steinbach, belegt, dass der Wohnplatz bereits 1715 zwei Hofstellen besaß, die als Dahle beschriftet sind. Carl Friedrich von Wiebeking benennt die Hofschaft auf seiner Charte des Herzogthums Berg 1789 als Thal. Aus ihr geht hervor, dass der Ort zu dieser Zeit Teil der Honschaft Heiliger im Kirchspiel Overath war.
Der Ort ist auf der Topographischen Aufnahme der Rheinlande von 1817 als Schiefendahl verzeichnet. Die Preußische Uraufnahme von 1845 zeigt den Wohnplatz unter dem Namen Dahl. Ab der Preußischen Neuaufnahme von 1892 ist der Ort auf Messtischblättern regelmäßig als Schiefenthal verzeichnet.
1822 lebten zehn Menschen im als Hof kategorisierten und als Dahl bezeichneten Ort, der nach dem Zusammenbruch der napoleonischen Administration und deren Ablösung zur Bürgermeisterei Overath im Kreis Mülheim am Rhein gehörte. Für das Jahr 1830 werden für den als Hof bezeichneten Ort elf Einwohner angegeben. Der 1845 laut der Uebersicht des Regierungs-Bezirks Cöln als Hof kategorisierte Ort besaß zu dieser Zeit ein Wohngebäude mit 16 Einwohnern, alle katholischen Bekenntnisses. Die Gemeinde- und Gutbezirksstatistik der Rheinprovinz führt Schiefenthal 1871 mit vier Wohnhäusern und 20 Einwohnern auf. Im Gemeindelexikon für die Provinz Rheinland von 1888 werden für Schiefenthal vier Wohnhäuser mit 24 Einwohnern angegeben. 1895 besitzt der Ort fünf Wohnhäuser mit 28 Einwohnern und gehörte konfessionell zum katholischen Kirchspiel Marialinden, 1905 werden vier Wohnhäuser und 17 Einwohner angegeben.

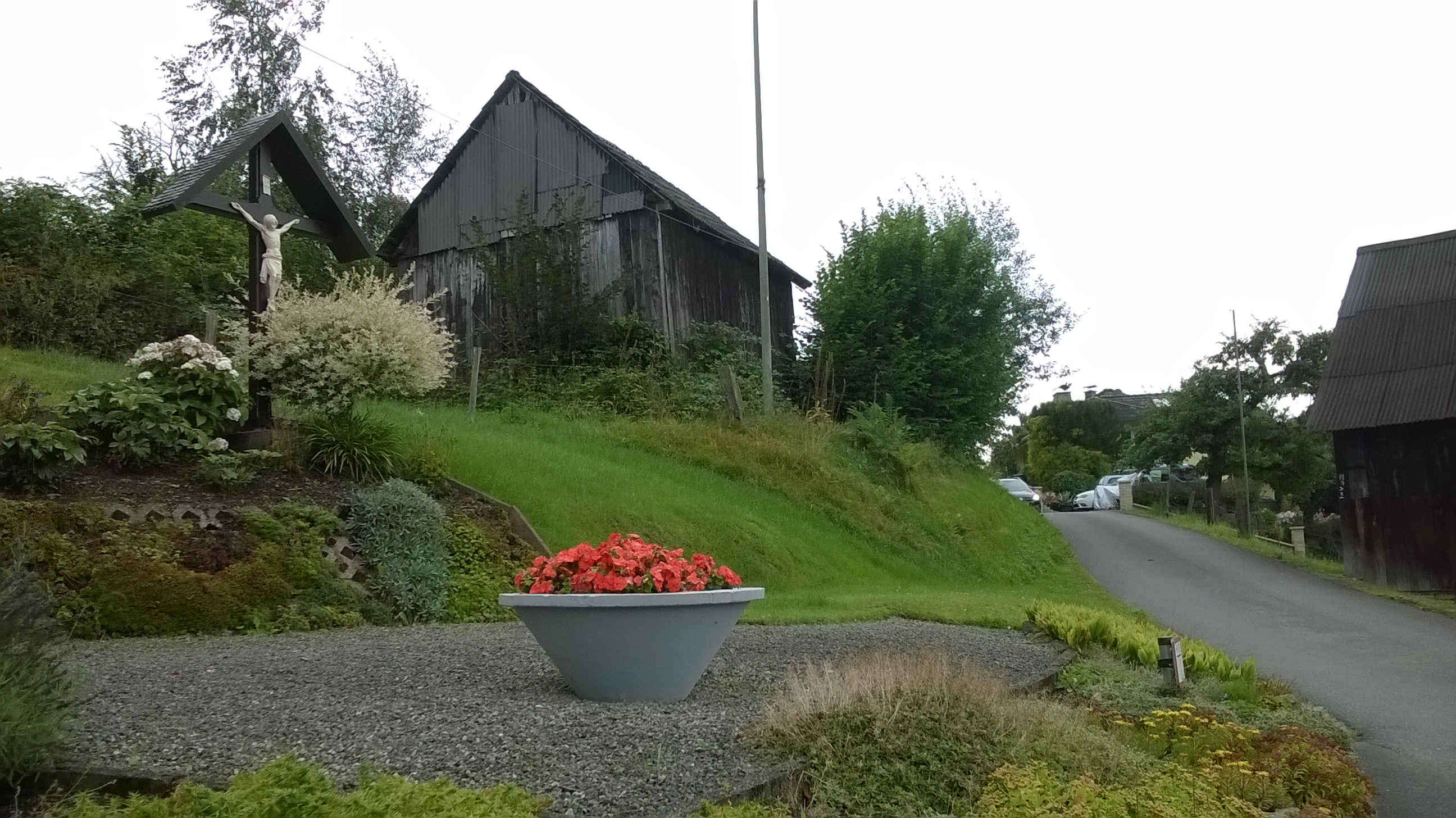
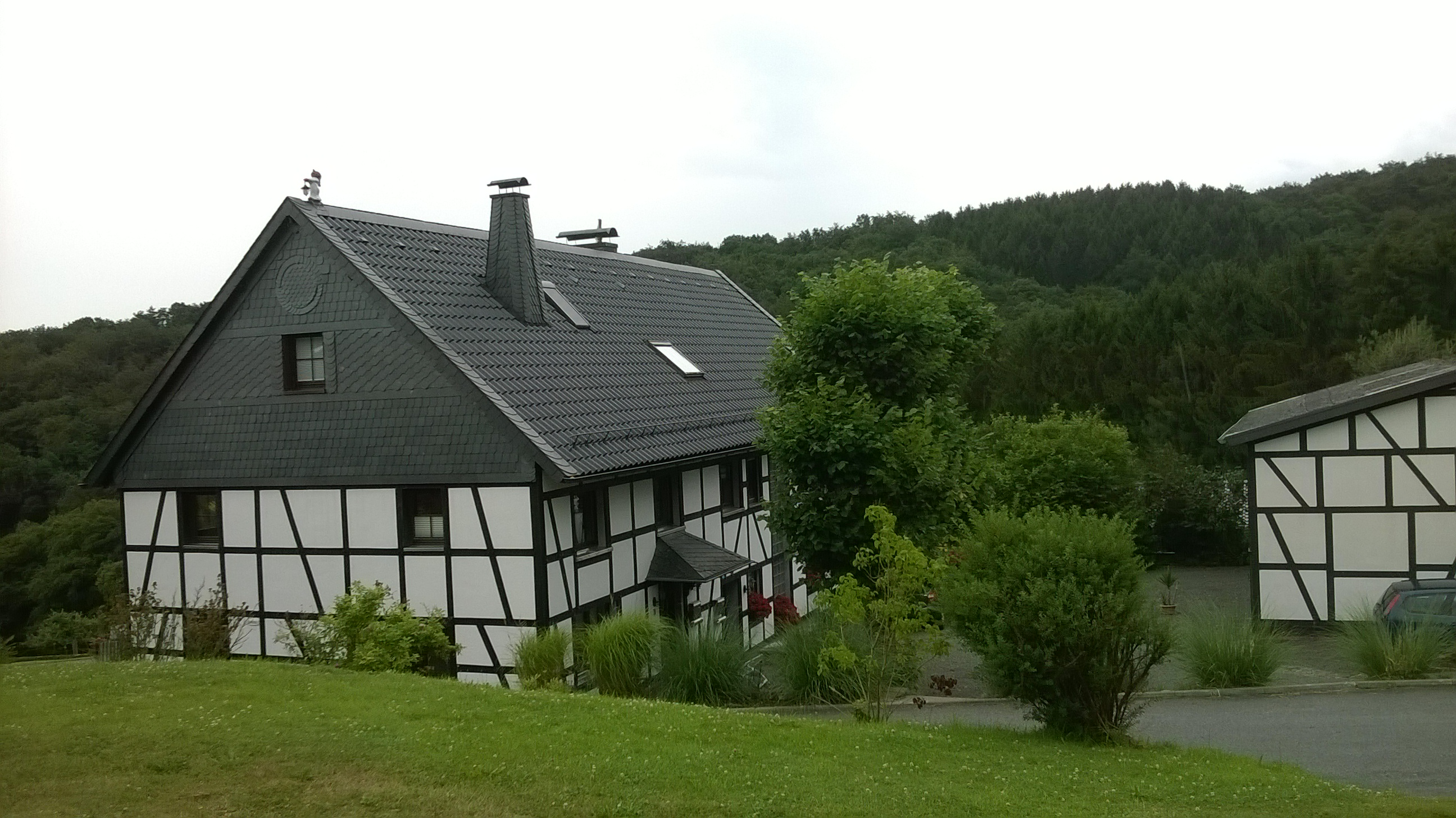
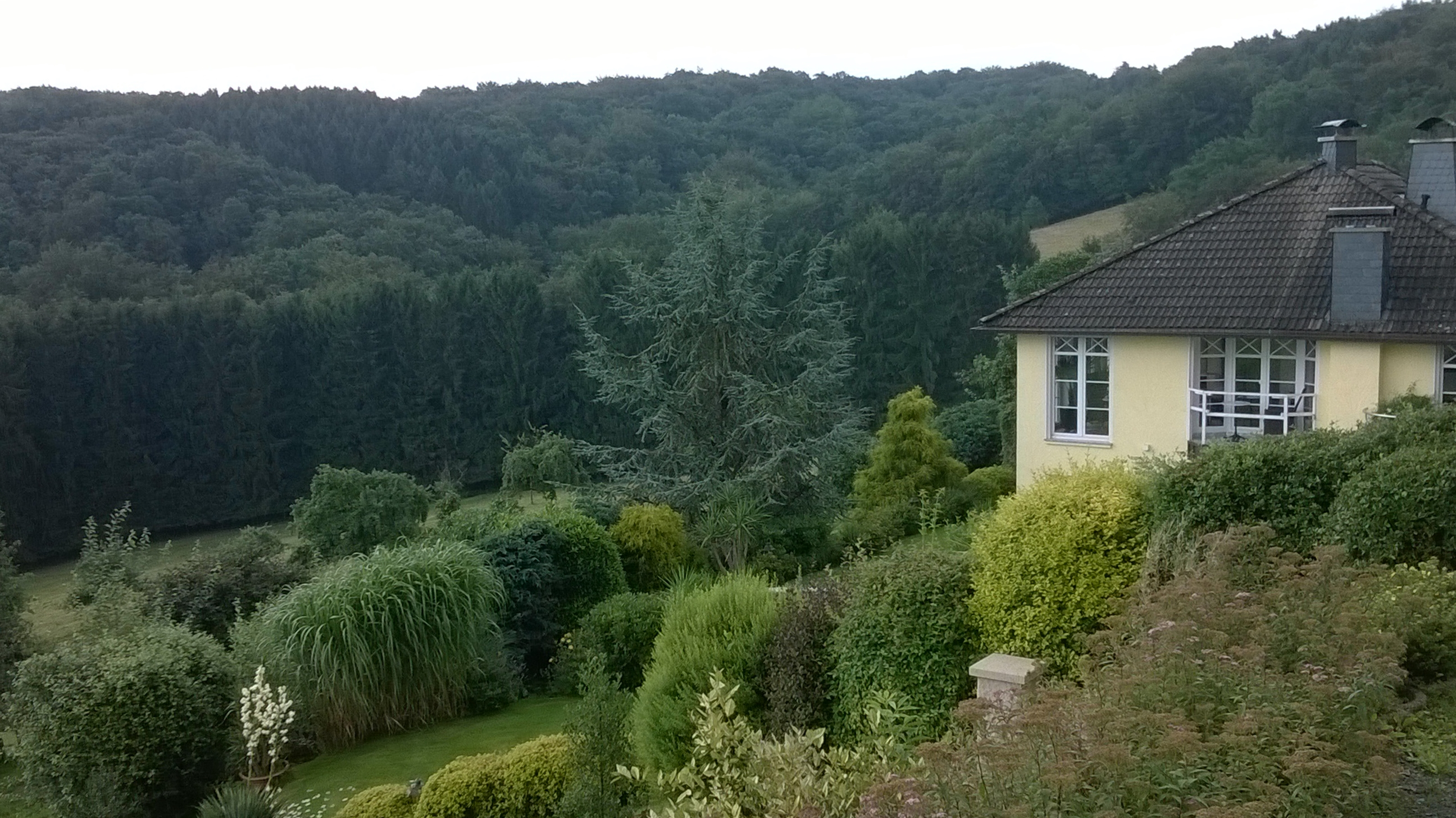
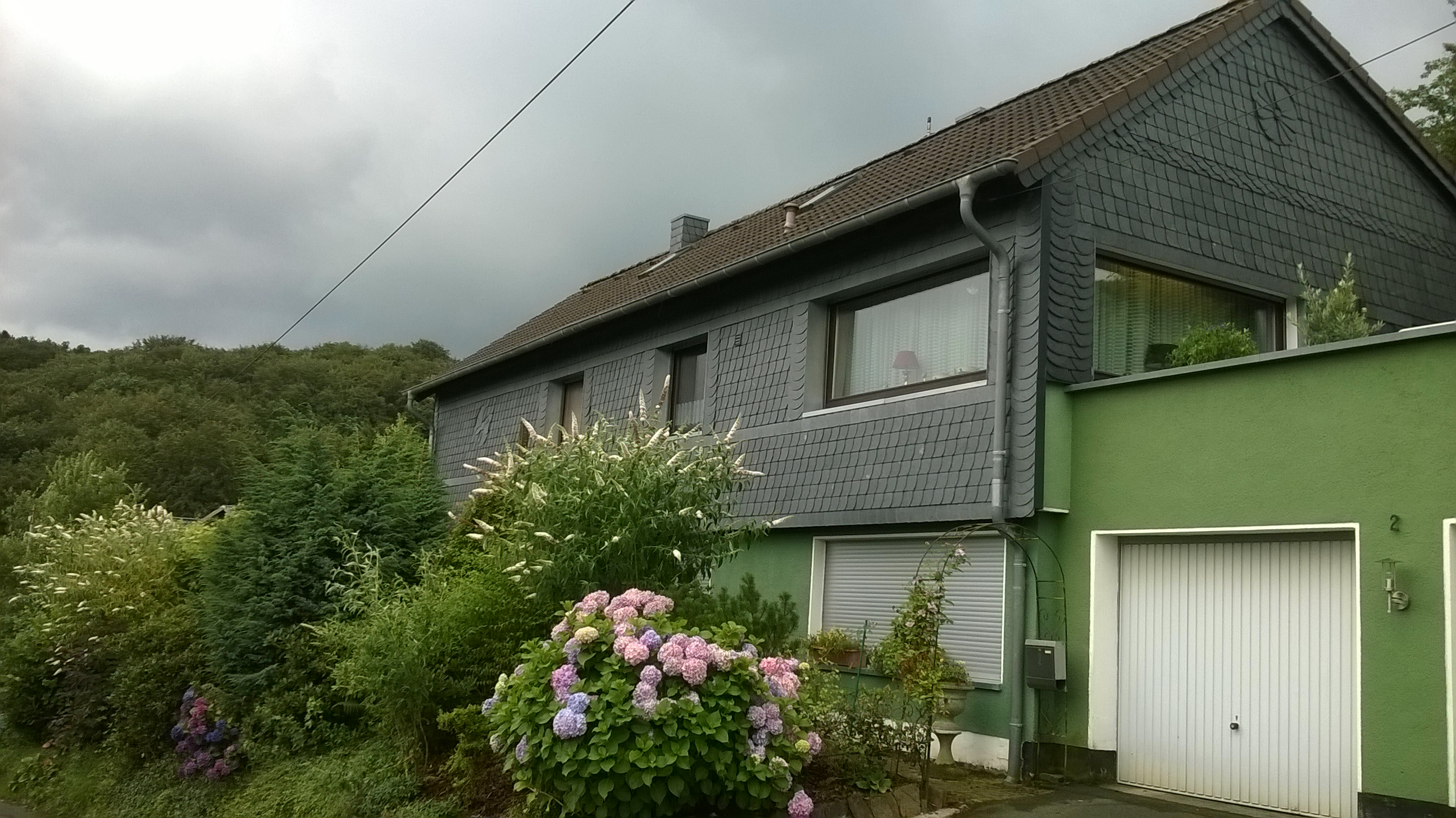